# Vauchelles-les-Quesnoy
Vauchelles-les-Quesnoy é uma comuna francesa na região administrativa de Altos da França, no departamento de Somme. Estende-se por uma área de 6,14 km². Em 2010 a comuna tinha 872 habitantes (densidade: 142 hab./km²).